# Угровеськ
Угровеськ, Угровськ — давньоруське місто, яке подкуди помилково відносять до Червенських городів (адже його виникнення датують ХІІ ст.), яке розташовувалося при впадінні річки Угерка в Західний Буг. Локалізація міста дискусійна. Одні дослідники пов'язують його із с. Угруськ Люблінського воєводства (Польща) на лівому березі річки Західний Буг. Інші — ототожнюють з городищем поблизу села Новоугрузьке Любомльського району Волинської області (на правому березі Зах. Бугу), де розкопками виявлено археологічні матеріали ХІІ—ХІІІ ст. та сліди якоїсь будівлі, можливо башти. Остання локалізація наразі підкріплена археологічними дослідженнями С. Панишка (див. нижче).

## Історія
Служило центром конгломерату Забузьких міст (імовірно князівства), в який поруч з Угровськом входили Верещин, Комів, Столп'є та Щекарів (суч. Красностав).
Уперше згадку про місто зустрічаємо на початку XIII ст. У літописній статті за 1204 р. говориться: «Олександр прия Угровеск, Вєрєщин, Столп, Комов и дал Василькови Бєлз». Поділ колишніх володінь Олександра Всеволодовича був відносно добровільним. Останній не завоював забузькі міста силою, а залишив їх за собою, поступившись Белзом на користь Василька. Під час археологічних розкопок виявлено фрагменти валикоподібних вінчиків, відносяться до другої половини XII ст. До цього ж часу можна віднести і ряд індивідуальних знахідок, зокрема голівку руків'я меча. Ці археологічні джерела не суперечать припущенню, що Угровськ виник у період князювання на Волині Романа. До цього ж часу, імовірно, можна віднести і появу інших міст Угровського конгломерату, на що опосередковано вказують їх перші літописні згадки на початку XIII ст. 
Невдовзі по смерті Романа Мстиславича під Завихостом, Забужжя було захоплене польським князем Лешком Білим. Літописна стаття 1213 р. фіксує повернення цього регіону під владу руських князів: «Данило же возврлтившуся к домови и ех а с Братом и прия Берєстий, и Угровеск и Верєщин и Столп Комов и всю Украйну». Хронологічними дослідженнями встановлено, що Романовичі відібрали Володимир у Олександра Всеволодовича у 1214 р., а Угровськ разом з іншими містами повернули у 1217 р. (чи в 1219 р.). Таким чином реально розпочати будівельні роботи в цьому місті Данило міг тільки після цього.
Зауважимо, що ми маємо чітку літописну вказівку на те, що Угровськ був споруджений Данилом Романовичем, коли той повернувся княжити у Володимирі. Як було вказано вище, поселення тут існувало з середини XII ст. Очевидно, що у даному випадку йдеться не про спорудження міста, а про його перебудову, або будівництво укріплень.
В повідомленнях за 1204 та 1213 р. (1219 р.) послідовність перерахування забузьких міст однакова, і, що особливо важливо, в обох випадках Угровськ згадується першим. Ця обставина, на думку С. Панишка, вказує на провідну роль цього міста в регіоні як імовірного адміністративного центру князівства.
У давньоруських літописах впродовж 1204—1268 рр. Угровськ згадується сім разів. Крім того, згадуються угровчани та монастир Св. Данила (Стовпника), що знаходився в місті. Вже сама кількість згадок вказує на помітну роль міста в житті південно-західної Русі у XIII ст. В Угровську до заснування Холма розташовувалося православне єпископство. Локалізація міста дискусійна, адже давньоруський Угровськ станом на ХХ ст. дав початок трьом населеним пунктам: с. Угруськ та Воля Угруська на лівому (польському) березі і с. Новоугрузьке на правому (українському) березі Бугу. Спочатку досілдники пов'язували його з городищами на лівому березі р. Західний Буг. Проте, С. Панишко показав нявність давньоруського городища на правому березі поблизу с. Новоугрузьке. Городище знаходиться на правому березі Західного Бугу, на відстані 1,7 км на північ від прикордонної застави. Воно займає піщане підвищення, що підноситься на 3,0 м над рівнем заплави. У південній частині цього підвищення знаходиться стрімкий останець, вершину якого в давньоруський період займав дитинець. Висота останця над рівнем заплави —11,0 м, а над рівнем окольного міста — близько 9,0 м. Дитинець відомий як урочище «Старина» або «Церковка». Поверхня окольного міста поступово понижується в південному напрямку, де піщане підвищення переходить у добре морфологічно виражену позитивну форму рельєфу, що має назву «Стовп». Саме тут у 30-х роках був знайдений скарб срібних гривен. Для означення простору між дитинцем та «Стовпом» інколи вживалось поняття «Стовпове поле». Загальні розміри городища (дитинця та окольного міста) — 800,0×350,0 м. Від території окольного міста дитинець відмежований глибоким ровом. По краях окольного міста в кількох місцях простежуються валоподібні підвищення.
З південного сходу окольне місто обмежене заболоченим озером, що має характерну Х-подібну форму. Можливо, воно має штучне походження і становить собою ділянку давнього рову.
Переважна більшість поверхні окольного міста зруйнована. Тут культурний шар зберігся тільки в західній частині підвищення та в районі «Стовпа». Матеріали з культурного шару окольного міста датуються XII—XIII ст. та пізнім середньовіччям.
До нашого часу збереглась тільки невелика частина дитинця городища, що розмивається Західним Бугом. По краю його майданчика площею 0,2 га проходить дуже розсунутий вал заввишки до 1,0 м. Сліди валу помітні також на південно-східному схилі останця. Очевидно, цей вал зв'язував в одну систему оборонні споруди дитинця та окольного міста. За переказами місцевих жителів у 30-х роках під час руйнування дитинця Західним Бугом тут у кручі спостерігались заглиблені об'єкти, зокрема ями, що були заповнені обвугленим зерном. На внутрішньому схилі валу, що захищав дитинець з півночі, був закладений шурф розміром 1,5×1,0 м. На цій ділянці під верхнім дерновим шаром потужністю 0,3 м залягало скупчення каміння, битої цегли та гумусу. Нижче цього скупчення знаходився чистий материковий пісок. Потужність скупчення в межах шурфу становила 0,3—0,4 м. Складається враження, що дане скупчення є культурним шаром дитинця, який був використаний для спорудження валу. Серед битої цегли та каміння знайдено велику кількість фрагментів кераміки, вінчики якої мали округлий валик на кінці. Тут же виявлено фрагменти скляних браслетів. Ці речі датуються XII—XIII ст. Найбільший інтерес серед знахідок становить брущата цеглина розміром 24 х 11,5 х 9 см. Її знахідка на думку С. Панишка свідчить про наявність тут монументальної споруди, імовірно, церкви.
У 1205 році в Угровеську містився вже осідок окремої православної єпархії, яку в 1240 році, Данило Галицький переніс до м. Холма. З часу будівництва Холма історія власне Угровського конгломерату (імовірно князівства) закінчується, але не зважаючи на втрату столичної ролі, перенесення єпископської кафедри та монголо-татарський погром, Угровськ продовжував існувати як значне місто і релігійний центр, оскільки тут діяв центральний монастир Холмського князівства. Тут зокрема розташовувався Данилів монастир, імовірно релігійний центр всього Забужжя (в самому Холмі літопис монастирів не згадує). 
У 1268 р. в Данилівському монастирі в Угровську деякий час перебував литовський князь Войшелк син Міндовга та хрещений батько Юрія Львовича. Перебування Войшелка у цьому монастирі було тривалим, оскільки звідси він послав гінця до свого духовного наставника Григорія, ігумена монастиря у Полонному. Григорій, що був дуже мудрою і святою людиною, приїздив до Угровська і настановляв князя на чернече життя. У літописній статті за 1262 р. зазначається, що раніше (у 1254—1255 рр.) Войшелк жив у монастирі в Полонному, де ігуменом був вищезгаданий Григорій. Проте у статті 1255 р. обставини життя Войшелка після хрещення описані дещо інакше. Там вказано, що одразу після хрещення він прибув до Холма і саме тут прийняв чернецтво. Ці події відбувалися 1254 р.
Про час припинення життя в Угровську достовірних даних немає, але можна припустити, що це рубіж ХІІІ-XIV ст., принаймні кераміка початку XIV ст. з внутрішньою закраїною на вінчику тут відсутня. Очевидно, досліджені на дитинці поховання відносяться до кладовища, що з'явилось тут після затихання життя на території городища.
Якщо виходити з підтвердженої археологічно версії С. Панишка, Угровськ розташовувався на правому березі Бугу, тобто знаходиться на терені суч. України, решта Угровського конгломерату міст — зараз у Люблінському воєводстві Польщі, тобто на Закерзонні, біля кордону з Україною.